# Гладкая Горка
Гладкая Горка (бывшая Богоявленская) — упразднённая деревня на территории современного Канского района Красноярского края России. В настоящее время на территории деревни располагается фермерское хозяйство «Гладкая горка», несамостоятельный населенный пункт, относящийся к деревне Ивановка.
Ранее — Гладкая Горка (деревня и совхоз) находились в Абанском районе Упразднена в 1970-е годы, как пишет местный краевед Виктор Кривоносов, на волне «укрупнения сельских поселений».

## История
По воспоминаниям учителя Ношинской школы, краеведа В. М. Кривоносова, деревня образовалась во времена Столыпинской реформы и была «основана» через нарезку земли крестьянам под поселенческие участки, которые заселили безземельные крестьяне, приехавшие с Тверской, Тамбовской, Воронежской губерний и Белоруссии. Фамилии первых поселенцев: Зданович, Головины, Кузины, Кривоносовы, Ващенко, Чевелёвы, Кулагин, Корбут, Михейлис, Лопырёв, Барбос, Савченко, Новицкий, Лапырёв, Теплинский, Леонов, Андреев, Дроздовы, Никоненко, Красавцев, Большаков, Цыганков.
Прежнее название деревни — Богоявленская (Богоявленка), до революции она относилась к Устьянской волости Канского уезда Енисейской губернии.
В 1926 году по переписи числилось 136 человек обоего пола в 27 домах и указано оба названия (прежнее в скобках).
Во время Второй мировой войны в деревне жили ссыльные, в том числе поволжские немцы.
В послевоенные годы в Гладкой Горке собирали до 25 центнеров зерновых, жгли известь, древесный уголь, был кирпичный завод, но не было хороших дорог, кроме сельских. В деревне на зернотоке была построена сушилка для сушки зерна. Это позволило убирать пшеницу в любую погоду.
В шестидесятых годах Гладкая Горка вошла в состав Канского района, а в семидесятых её ликвидировали.
В 2010-х годах на месте бывшей деревни жизнь начала возрождаться — там обосновался фермер. Он провел электричество, уже построено три дома, но хорошей дороги по-прежнему нет.